# Mesolecanium nigrofasciatum
Mesolecanium nigrofasciatum är en insektsart som först beskrevs av Theodore Pergande 1898.  Mesolecanium nigrofasciatum ingår i släktet Mesolecanium och familjen skålsköldlöss. Inga underarter finns listade i Catalogue of Life.